# Dương Ác
Dương Ác (giản thể: 杨渥; phồn thể: 楊渥; bính âm: Yáng Wò, 886 - 9 tháng 6 năm 908), tên tự Thừa Thiên (承天), gọi theo thụy hiệu là Hoằng Nông Uy vương, Ngô Cảnh Vương rồi Ngô Cảnh Đế, là vị quân chủ độc lập đầu tiên của nước Ngô thời Ngũ Đại Thập Quốc. Trong thời gian trị vì, ông giành được nhiều thắng lợi về quân sự nên tỏ ra ngạo mạn, cuối cùng, các đại thần Trương Hạo và Từ Ôn nhận thấy vị thế của họ mong manh nên quyết định sát hại Dương Ác.

## Thân thế
Dương Ác sinh năm 886, dưới triều đại của Đường Hy Tông. Ông là con cả của Dương Hành Mật- khi đó đang giữ chức Lư châu thứ sử. Mẹ của ông là Sử thị- thiếp của Dương Hành Mật, sau đó bà cũng sinh thêm Dương Long Diễn. Dương Ác còn có bốn em khác: Dương Mông, Dương Phổ, Dương Tầm (楊潯), và Dương Triệt (楊澈).

## Thời Dương Hành Mật
Dương Hành Mật sau đó trở thành một quân phiệt, kiểm soát Hoài Nam cùng một vài quân lân cận và có tước hiệu Ngô vương. Năm 904, khi Tuyên châu quan sát sứ Đài Mông (台濛) qua đời, Dương Hành Mật cử Nha nội chư quân sứ Dương Ác thay thế chức vụ của Đài Mông, Hữu nha đô chỉ huy sứ Từ Ôn nói với Dương Ác:"Vương nằm bệnh song đích tự lại bị đưa đi xa, vậy tất là mưu của gian thần. Nếu có ngày nhận được lệnh triệu hồi, nếu không phải là sứ giả của Ôn cùng với vương lệnh thư, chớ đừng về gấp". Dương Ác rớt nước mắt cảm tạ Từ Ôn rồi ra đi.
Năm 905, khi bệnh tình nặng hơn, Dương Hành Mật triệu hồi Dương Ác từ Tuyên châu trở về Dương châu để giao phó lại Hoài Nam, tiết độ phán quan Chu Ẩn (周隱) phản đối vì cho rằng Dương Ác là một người kế nhiệm không phù hợp do con người này ham mê ăn uống và đánh cầu. Chu Ẩn đề xuất rằng Dương Hành Mật nên ủy thác lại Hoài Nam cho Lưu Uy (劉威), với chỉ thị rằng quyền lực sẽ được trao lại cho một trong số các nhi tử của Dương Hành Mật khi họ lớn lên, song Từ Ôn và Trương Hạo (張顥) thì cho rằng việc này là bất khả thi. Đến khi Dương Hạo lại bảo Chu Ẩn triệu kiến Dương Ác, Chu Ẩn soạn thảo lệnh song trì hoãn việc gửi đi. Tuy nhiên, Từ Ôn và Trương Hạo phát hiện ra và truyền lệnh đi, Dương Ác đến Dương châu vào mùa đông năm 905. Dương Hành Mật cho Dương Ác giữ chức Hoài Nam lưu hậu, và không lâu sau thì hoăng. Theo thỉnh cầu của các tướng tá Hoài Nam, Lý Nghiễm (李儼)"thừa chế"bổ nhiệm Dương Ác là Hoài Nam tiết độ sứ, Đông Nam chư đạo hành doanh đô thống, kiêm Thị trung, Hoằng Nông quận vương, kế nhiệm Dương Hành Mật.

## Cai trị
Khi triệu Dương Ác quay trở về Dương châu, Dương Hành Mật cho Nhuận châu đoàn luyện sứ Vương Mậu Chương đi nhậm chức Tuyên châu quan sát sứ. Dương Ác muốn đem theo màn che và thân binh về Dương châu, song Vương Mậu Chương không đồng ý, khiến Dương Ác tức giận. Ngay sau khi tập vị, Dương Ác khiển Mã bộ đô chỉ huy sứ Lý Giản (李簡) đem binh tiến công Vương Mậu Chương. Vương Mậu Chương thấy không thể chống lại Lý Giản, ông ta chạy sang lãnh thổ của Trấn Hải-Trấn Đông tiết độ sứ Tiền Lưu.
Sau đó, Dương Ác bắt đầu tiến hành các chiến dịch nhằm tiếp tục mở mang lãnh địa. Năm 906, ông khiển Tiên phong chỉ huy sứ Trần Tri Tân (陳知新) tiến công Vũ An- đương thời nằm dưới quyền cai quản của Mã Ân, Trần Tri Tân chiếm được Nhạc châu và trục xuất thứ sử Hứa Đức Huân (許德勳) do Mã Ân bổ nhiệm. Sau đó, Dương Ác cho Tăng châu thứ sử Tần Bùi (秦裴) làm Tây Nam hành doanh đô chiêu thảo sứ, khiển đem binh tiến công Trấn Nam, trong bối cảnh Chung Diên Quy (鍾延規)- người quy phục Dương Ác- tranh chấp quyền tập vị tại quân này với Chung Khuông Thì (鍾匡時). Tần Bùi nhanh chóng chiếm được thủ phủ Hồng châu của Trấn Nam quân, giam giữ Chung Khuông Thì. Dương Ác tự kiêm Trấn Nam tiết độ sứ, cho Tần Bùi làm Hồng châu chế trí sứ.
Do nhanh chóng đạt được các thắng lợi, Dương Ác trở nên ngạo mạn. Dương Ác cho rằng Chu Ẩn mưu phản nên quyết định xử tử Chu Ẩn, điều này khiến các quan lại khác trở nên lo sợ. Mặc dù vẫn trong thời kỳ để tang Dương Hành Mật, song Dương Ác vẫn ngày đêm tiệc tùng vui đùa. Khi Từ Ôn và Trương Hạo đẫm lệ khuyên can, Dương Ác giận dữ nói với họ:"Nếu thấy ta bất tài, sao không giết ta rồi tự mình cai quản?"Điều này khiến Từ và Trương sợ hãi, do vậy quay sang lập mưu chống Dương Ác. Thoạt đầu, Từ Ôn và Trương Hạo phái ba chỉ huy sứ Chu Tư Kình (朱思勍), Phạm Tư Tòng (范思從), và Trần Phan (陳璠) đem thân binh hợp với Tần Bùi bình định Trấn Nam, sau đó lại phái Trần Hựu (陳祐) đi trừ khử họ tại doanh trại của Tần Bùi với tội danh mưu phản. Khi Dương Ác hay tin, ông chuẩn bị giết Từ Ôn và Trương Hạo, song hai người này lại ra tay trước. Vào mùa xuân năm 907, Từ Ôn và Trương Hạo đem 200 nha binh dưới quyền nhập đình, xưng là tiến hành binh gián. Họ trừ khử một nhóm các thân tín của Dương Ác và sau đó việc quân chính đều quy về hai người Từ Ôn và Trương Hạo, Dương Ác không thể quản nổi. Nếu như có quan lại nào không đồng ý với Từ Ôn và Trương Hạo, hai người này sẽ tìm ra cớ để xử tử.
Cũng trong năm 907, một quân phiệt hùng mạnh là Tuyên Vũ tiết độ sứ Chu Toàn Trung soán vị triều Đường và lập ra triều Hậu Lương. Dương Ác cùng với Tấn vương Lý Khắc Dụng, Kỳ vương Lý Mậu Trinh, Thục vương Vương Kiến từ chối công nhận Hoàng đế Hậu Lương, tiếp tục sử dụng niên hiệu"Thiên Hựu"của triều Đường. Vương Kiến và Dương Ác di hịch chư đạo, kêu gọi cùng Kì vương và Tấn vương hội binh hưng phục Đường thất, song không được hưởng ứng trên quy mô lớn. Sau đó, Vương Kiến xưng đế, còn Dương Ác, Lý Khắc Dụng và Lý Mậu Trinh mặc dù tuyên bố là bầy tôi của Đại Đường, song trở thành các quân chủ cai quản lãnh địa của họ.
Cuối năm đó, Dương Ác khiển Lưu Tồn (劉存) làm Tây Nam diện đô chiêu thảo sứ, cùng Trần Tri Tân, Lưu Uy (劉威), giám quân Hứa Huyền Ứng (許玄應) đem ba vạn thủy quân tiến công nước Sở của Mã Ân (nay xưng thần với Hậu Lương). Quân Hoằng Nông bị quân Sở tiêu diệt, Lưu Tồn và Trần Tri Tân bị bắt rồi bị Mã Ân xử tử, Hứa Huyền Ứng chạy thoát trở về song bị Trương Hạo và Từ Ôn xử tội chết.
Trong khi đó, Hậu Lương Thái Tổ quyết định tiến công Vũ Trinh của Lôi Ngạn Cung (雷彥恭)- chư hầu của Hoằng Nông, lệnh cho Mã Ân và Kinh Nam tiết độ sứ Cao Quý Xương tiến công Lôi Ngạn Cung. Lôi Ngạn Cung cầu viện Hoằng Nông, Dương Ác khiển Linh Nghiệp (泠業) đem thủy binh và Lý Nhiêu (李饒) đem bộ-kị binh đi cứu viện, song thất bại, hai tướng Hoằng Nông này bị Hứa Đức Huân của Sở xử tử. (Sau khi Dương Ác qua đời, Lôi Ngạn Cung buộc phải chạy sang Hoằng Nông, lãnh địa của ông ta rơi vào tay Sở.)
Dương Ác tiếp tục không thể kiểm soát nổi quyền lực của Trương Hạo và Từ Ôn, song ông vẫn cố gắng tìm cách. Trương Hạo và Từ Ôn nhận thấy vị thế của họ mong manh nên quyết định sát hại Dương Ác, rồi cùng nhau phân chia lãnh địa và quy phục Hậu Lương. Vào ngày 9 tháng 6 năm 908, Trương Hạo khiển kì đảng Kỉ Tường (紀祥) đem người đến sát hại Dương Ác trong tẩm thất. Theo ghi chép, khi các sát thủ bước vào tẩm thất của Dương Ác, Dương Ác cố thuyết phục họ quay sang chống lại Trương Hạo và Từ Ôn, hứa sẽ cho họ làm thứ sử. Hầu hết các sát thủ bị cám dỗ, duy có Kỉ Tường thì không và chính người này ải sát Dương Ác. Trương Hạo và Từ Ôn sau đó tuyên bố rằng Dương Ác bạo hoăng. Từ Ôn sau đó sát hại Trương Hạo, tôn Dương Long Diễn làm tân vương. Sau khi tức hoàng đế vị vào tháng 11 ÂL năm 927, Dương Phổ truy phong Dương Ác là"Cảnh hoàng đế".